# 音樂學博士
音樂學博士（Doctor of Music、D.Mus., D.M., D.Mus.A., Mus.D.，Mus.Doc）是一種學位及榮譽學位，一般是指在大學音樂學相關科系的研究所博士班畢業後可獲得之學位，但亦有純粹因音樂學上的成就貢獻而獲得者。